# 1651 en philosophie
Chronologie de la philosophie
- 1647
- 1648
- 1649
- 1650
- 1651
- 1652
- 1653
- 1654
- 1655

L’année 1651 a été marquée, en philosophie, par les événements suivants :

## Publications
- Caspar van Baerle : Verscheyde Nederduytsche gedichten

- François Bernier : Anatomia ridiculi Muris, hoc est dissertatiunculæ J.-B. Morini astrologi adversus expositam a P. Gassendo philosophiam. Itemque obiter prophetiæ falsæ a Morino ter evulgatæ de morte ejusdem Gassendi ; per Franciscum Bernerium Andegavum, Paris, Michel Soly, 1651, in-4°[1] ;

- Comenius : 
  - Schola pansophica (L'école pansophique);
  - Sermo secretus Nathanis ad Davidem - demande au prince hongrois Sigismund Rákóczi de combattre les Habsbourg.

- Thomas Hobbes : Léviathan (1651, en anglais), édition de C.B. Macpherson, Pelican Classics, Penguin Books, 1968, 1981.
  - Thomas Hobbes (trad. Gérard Mairet), Léviathan ou Matière, forme et puissance de l'État chrétien et civil, Paris, Gallimard, coll. « Folio essais », 2000, 1024 p. (ISBN 978-2-07-075225-6, présentation en ligne).

- Jean de Silhon : Esclaircissement de quelques difficultez touchant l'administration du cardinal Mazarin, 1re partie, par le sieur de Silhon (1651)

## Naissances
- 6 août au château de Fénelon à Sainte-Mondane (Quercy, aujourd'hui la Dordogne) : François de Salignac de La Mothe-Fénelon dit Fénelon, mort le 7 janvier 1715 à Cambrai, est un homme d'Église, théologien, pédagogue et écrivain français.

- Edme Pourchot[2] (en latin Purchotius), né à Poilly-sur-Tholon, près d'Auxerre[3], en septembre 1651, mort à Paris le 22 juin 1734 à quatre-vingt-deux ans, fut un professeur de philosophie de l'Université de Paris, dont l'enseignement eut une grande influence et suscita la controverse en mêlant des éléments de cartésianisme aux conceptions scholastiques traditionnelles.

## Décès
- Georg Stengel ou encore Georgio Stengelio, (1584, Augsbourg - 1651, Ingolstadt), philosophe et théologien jésuite allemand.